# Manot (Francja)
Manot – miejscowość i gmina we Francji, w regionie Nowa Akwitania, w departamencie Charente.
Według danych na rok 1990 gminę zamieszkiwały 584 osoby, a gęstość zaludnienia wynosiła 29 osób/km² (wśród 1467 gmin regionu Poitou-Charentes Manot plasuje się na 502. miejscu pod względem liczby ludności, natomiast pod względem powierzchni na miejscu 394.).